# New Killer Star
«New Killer Star» es una canción escrita por el músico británico David Bowie. La canción fue publicada como el sencillo principal del álbum de 2003, Reality.
Si bien no está claro de qué se trata realmente la canción, la letra hace una referencia indirecta a la vida en Nueva York después de los atentados del 11 de septiembre de 2001. Sin embargo, el videoclip, dirigido por Brumby Boylston, cuenta una historia surrealista utilizando imágenes lenticulares de una nave espacial que casi se estrella contra el corazón moderno de los Estados Unidos. Más tarde, Bowie comentó en un comunicado de prensa del álbum: “No soy un comentarista político, pero creo que hay momentos en los que me veo obligado a implicar al menos lo que sucede políticamente en las canciones que estoy escribiendo. Y hubo un asentimiento, de una manera muy abstracta, hacia los errores que se están cometiendo en este momento con la situación del Medio Oriente. Creo que esta canción es un manifiesto bastante bueno para el disco entero”.
El título de la canción es un juego de palabras con la palabra “Nuclear star”.

## Antecedentes

### Grabación y producción
«New Killer Star» fue grabada durante las sesiones de grabación de Reality, las cuáles tomaron lugar entre enero y mayo de 2003, en los estudios Looking Glass en Manhattan, Nueva York. Bowie y Tony Visconti grabaron una serie de demos antes de que los otros músicos llegarán al estudio.

### Lanzamiento
Reality fue publicada el 15 de septiembre de 2003 a través de Columbia Records, siendo «New Killer Star», la canción de apertura. Dos semanas después, el 29 de septiembre de 2003, fue publicada como el sencillo principal del álbum. El lado B del sencillo es una versión de la canción «Love Missile F1-11» de Sigue Sigue Sputnik.
La fotografía de la portada, la cual presenta a Bowie tocando una guitarra, fue tomada por Frank W. Ockenfels III.

## Video musical
El videoclip para «New Killer Star» fue dirigido por Brumby Boylston.

## Versiones en vivo
- Una presentación grabada en el Point Theatre en Dublín, Irlanda en noviembre de 2003, fue publicada en el álbum de 2010, A Reality Tour.[6]

## Legado
- En 2004, la canción fue nominada en la categoría al premio Grammy a la mejor interpretación vocal de rock masculina.[7]

## Créditos
Créditos adaptados desde las notas del álbum. 
- David Bowie – voz principal, guitarra, teclado
- Earl Slick – guitarra
- Tony Visconti – bajo eléctrico
- Sterling Campbell – batería
- Gail Ann Dorsey, Catherine Russell – coros

## Posicionamiento
| Gráfica (2003)           | Pico de posición |
| ------------------------ | ---------------- |
| Argentina (Top40-Charts) | 5                |
| Francia (SNEP)           | 69               |
| Italia (FIMI)            | 48               |